# ELMO (蛋白质)
ELMO（英語：的缩写）是一个涉及细胞內信号传送的蛋白质家族，大小约 82 kDa。这类蛋白质并没有生物催化活性，而是以蛋白質交互作用起到信号转导接头蛋白的作用。
几乎所有动物基因组中都有这一家族蛋白，在人类基因组中，有三个旁系同源体：
- ELMO1
- ELMO2
- ELMO3

最早发现的ELMO蛋白是来自于秀麗隱桿線蟲（Caenorhabditis elegans）的CED-12。